# Gare de Klaipėda
 (août 2023).
Si vous disposez d'ouvrages ou d'articles de référence ou si vous connaissez des sites web de qualité traitant du thème abordé ici, merci de compléter l'article en donnant les références utiles à sa vérifiabilité et en les liant à la section « Notes et références ».
La gare de Klaipėda  (en lituanien : Klaipėdos geležinkelio stotis) est une gare ferroviaire située à Klaipėda en Lituanie.

## Histoire
La gare est ouverte en 1875, un bâtiment émergeait en 1881 et un deuxième, accolé, en 1983.

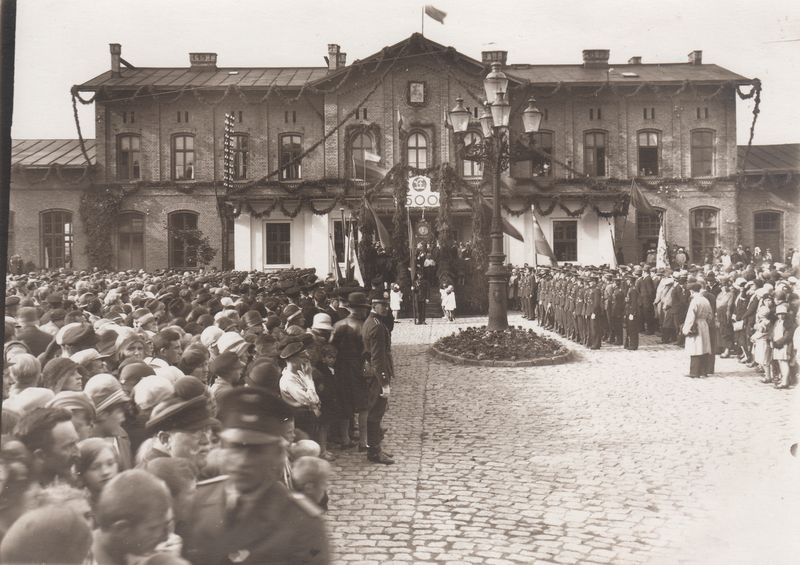
En 1930,
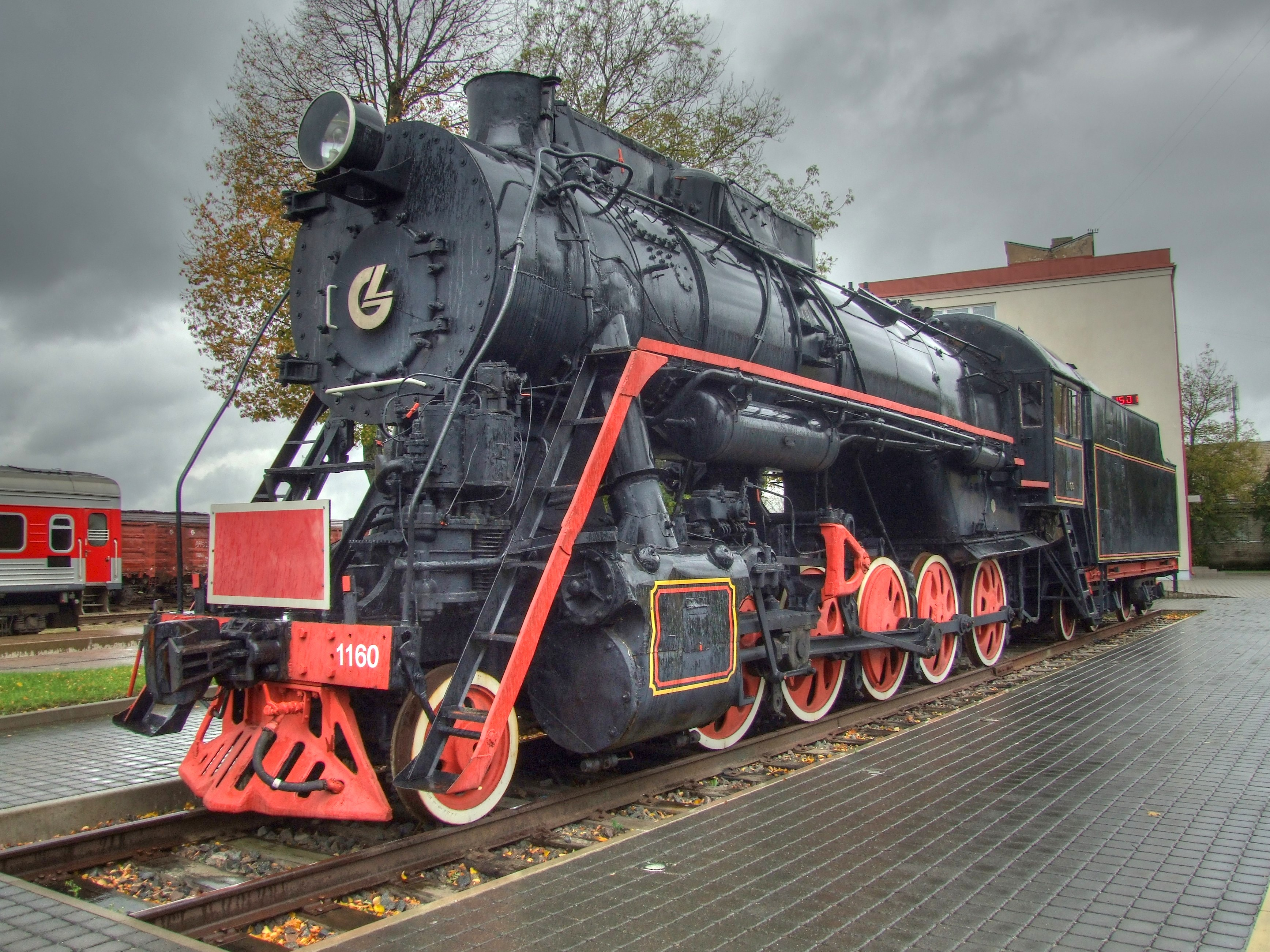
locomotive à vapeur L 1160.

## Service des marchandises
Elle est reliée au Port de Klaipėda.